# Rue de l'Entrepôt (Charenton-le-Pont)
Pour les articles homonymes, voir Rue de l'Entrepôt.
La rue de l’Entrepôt est une voie de la commune de Charenton-le-Pont, en France.

## Situation et accès

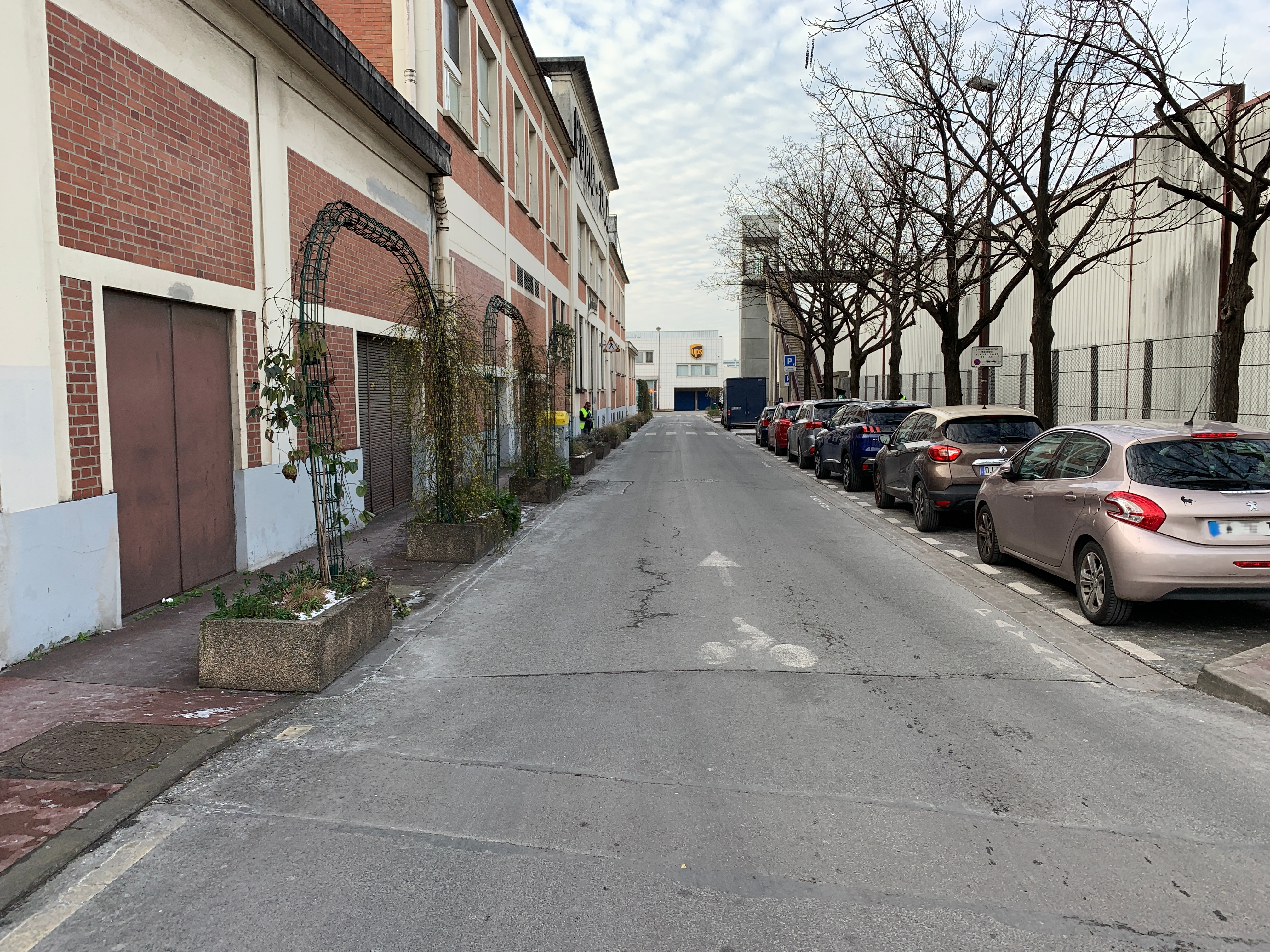
La rue de l'Entrepôt en 2021.

Cette rue commence son parcours dans l'axe d'une ancienne voie qui menait à la rue Escoffier à Paris. En son centre, la passerelle Valmy permet de rejoindre la rue de Valmy, située plus au nord, de l'autre côté du faisceau ferroviaire de la ligne de Paris-Lyon à Marseille-Saint-Charles.
Elle se termine au carrefour de la rue du Port-aux-Lions dans l'axe de la rue Necker.

## Origine du nom

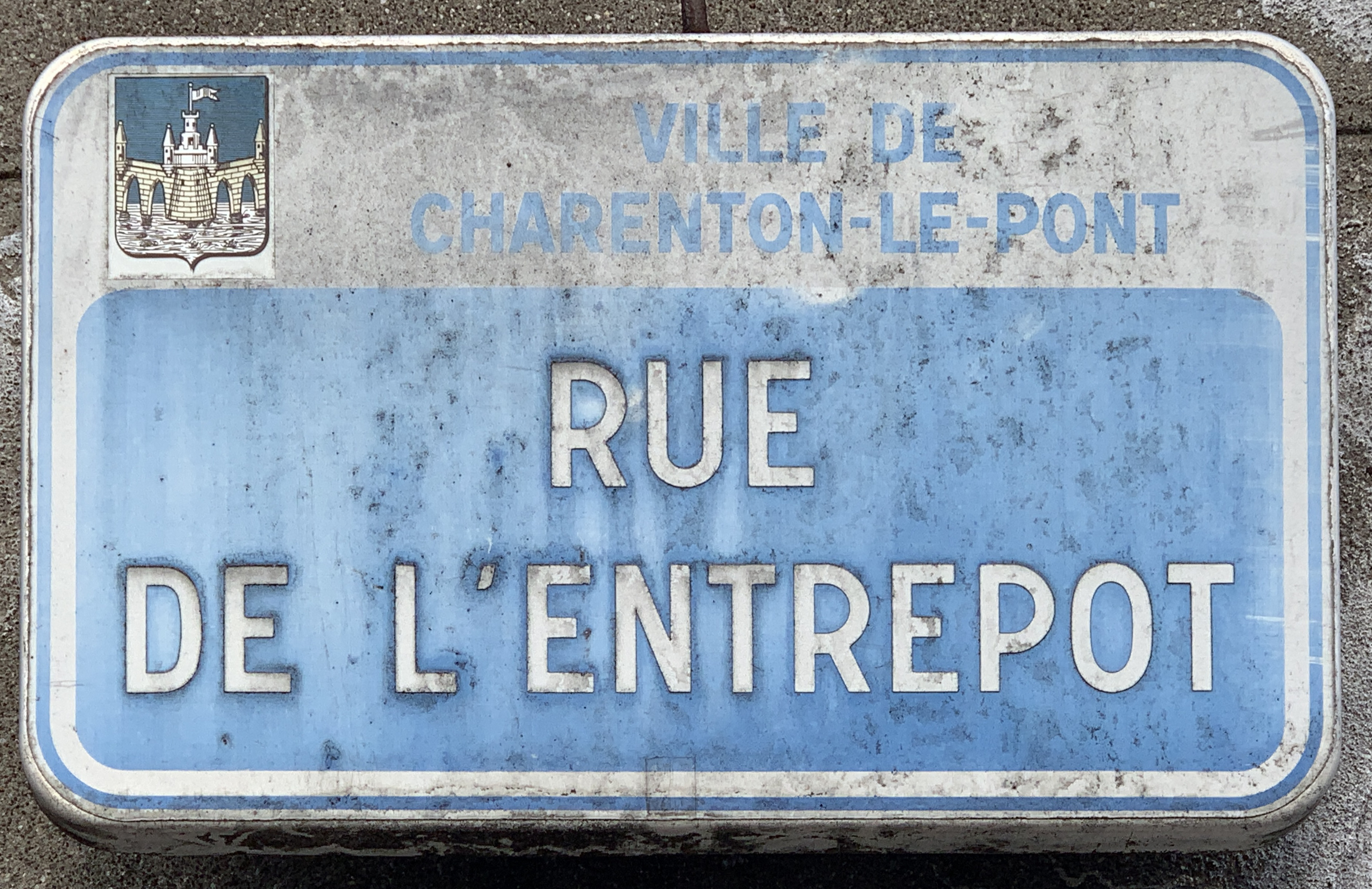
Plaque Rue de l'Entrepôt.

Son odonyme fait référence aux nombreux entrepôts de spiritueux situés dans ses alentours.

## Historique
Dans cette rue se trouvent depuis fort longtemps de nombreux magasins et locaux de stockage, ainsi les Établissements Byrrh, ou encore les magasins de l'Entraide française, détruits en 1948 au cours d'un incendie, probablement d'origine criminelle.
La rue de l’Entrepôt fait partie des cent-cinquante-neuf voies pénétrant dans Paris, choisies en 1971 par le photographe Eustachy Kossakowski dans sa série 6 mètres avant Paris.
L'ancien indicatif téléphonique ENTrepôt (01 4) 368 est situé à cet endroit.